# 정하현
정하현(1961년 4월 6일 ~ )은 대한민국의 여성 배우이다.

## 생애
1981년 광고 모델 첫 데뷔하였으며 같은 해 1981년 MBC 문화방송 공채 14기 탤런트 정식 데뷔하였다. 그 이후 연극, 영화 등에도 출연하였다.

## 출연작

### 영화
- 1996년 《학생부군신위》

### TV 드라마
- 1982년 MBC 《전원일기》
- 1983년 MBC 《조선 왕조 오백년 - 추동궁 마마》
- 1989년 KBS 《무풍지대》
- 1990년 MBC 《우리들의 천국》
- 1992년 SBS 《두려움 없는 사랑》
- 1993년 MBC 《제3공화국》
- 1993년 MBC 《파일럿》
- 1994년 MBC 《M》
- 1995년 MBC 《제4공화국》
- 1996년 MBC 《애인》